# Капикуа
Капикуа (англ. Capicua transcriptional repressor) — белок человека, способный подавлять экспрессию ряда генов (транскрипционный репрессор). Капикуа кодируется геном CIC, расположенным на длинном плече 19 хромосомы.

## Структура
Белок капикуа эволюционно консервативен — отмечается схожесть его структуры у червя Caenorhabditis elegans и у человека. В организме выявляются две изоформы белка, короткая (CIC-S) и длинная (CIC-L), отличающиеся формой амино-конца. Белок содержит два эволюционно-консервативных домена: HMG-box (high-mobility group box) и домен C1 (C1 domain) – совместно эти домены распознают определенные октамерные последовательности нуклеотидов ДНК. Также капикуа содержит сигнал ядерной локализации, позволяющий ему перемещаться в ядро клетки.

## История
Ген CIC был впервые идентифицирован в 2000 году в организме мухи-дрозофилы. Было показано, что он кодирует транскрипционный репрессор, участвующий в регулировке процессов эмбриогенеза. Ученые установили, что мутация, при которой у мушки не развиваются брюшные сегменты, но присутствуют сегменты головы и хвоста, поражает ген CIC, отсюда происходит и название гена — «capicua» по-каталански означает «голова-и-хвост».

## Патологии
В 2017 году было показано, что мутации гена CIC могут вызывать расстройство под названием «аутосомно-доминантная умственная отсталость 45» (англ. mental retardation, autosomal dominant-45, MRD-45).

### Опухоли
При многих типах рака CIC является супрессором опухоли, и напротив, в опухолях некоторых типов обнаруживаются мутации гена CIC. По состоянию на 2020 год, опухолевые мутации CIC наиболее часто отмечались при олигодендроглиоме. Геномная транслокация, приводящая к образованию гибридного белка, состоящего частично из CIC, частично из DUX4, способна вызывать агрессивную разновидность «Юинг-подобной» саркомы.
В то время как в своей нормальной форме капикуа подавляет экспрессию генов, образуемые с его участием гибридные белки, связанные с развитием опухолей, предположительно теряют эту функцию. Так, например, обстоит дело в случае с химерным белком CIC-DUX4, который является уже не репрессором, а активатором генов.

### Спиноцеребеллярная атаксия
Капикуа образует комплекс с атаксином-1 ("комплекс CIC-ATXN1") и тем самым играет важную роль в развитии спиноцеребеллярной атаксии 1-го типа. В то время как в здоровом организме этот комплекс необходим для правильного функционирования клеток, при мутациях атаксина-1 комплекс CIC-ATXN1 оказывает токсичное воздействие на клетки мозжечка, что и приводит к двигательным нарушениям, свойственным заболеванию. Предотвращение образования комплекса в животных моделях заболевания приводит к снижению повреждений.

## Взаимодействия
- FOLR1 — капикуа оказывает влияние на экспрессию фолатного рецептора-альфа, а мутации CIC предположительно приводят к церебральной фолатной недостаточности[11]
- ATXN1 — капикуа образует комплекс с белком атаксин-1 («комплекс ATXN1-CIC»), важный для правильного формирования структур мозга.[7]
- DUX4 – отмечается образование химерных белков CIC-DUX4 в опухолях.[7]
- FOXO4 – отмечается образование химерных белков CIC-FOXO4 в опухолях.[9]
- NUTM1 – отмечается образование химерных белков CIC-NUTM1 в опухолях.[9]
- LEUTX – отмечается образование химерных белков CIC-LEUTX в опухолях.[9]